# Na Sola da Bota
Na Sola da Bota é o décimo álbum de estúdio da dupla sertaneja brasileira Rionegro & Solimões. Foi lançado em 14 de maio de 2003 pela Universal Music. São 14 faixas que vão do country ao arrasta-pé, passando por temas românticos como "No Fim Desta Estrada", de Anna Fernandez, e ainda uma releitura bastante pessoal para "Clima de Rodeio", de Marcelo Kju, versão do sucesso do grupo Dallas Company. A música "Amor Desencontrado", de autoria do próprio Rionegro, mescla o country a uma levada sertaneja, ponteada por acordeão e guitarra que marcam. O batidão "O Grito da Galera", de Toninho Mesquita, abre com o som do berrante e reproduz o que acontece nos grandes rodeios. A faixa "Temporal de Lágrimas" foi tema da novela mexicana Paixões Ardentes, exibida pela RedeTV!, e "Na Sola da Bota", na novela América, exibida pela TV Globo. O álbum chegou a marca de 250 mil cópias vendidas e conquistou o disco de platina.
Na segunda faixa do álbum, a palavra "bota" é mencionada exatamente 20 vezes. Um meme que tem aparecido em todo canto da internet, em 2018, desde as redes sociais, como o Twitter e o Facebook, até sites e blogs de humor, é o vídeo de um tal de triângulo amarelo dançando ao som de uma versão modificada (e bizarra) da música “Na Sola da Bota”. A edição sem sentido é uma repetição incansável do refrão, em velocidade acelerada, mas com uma modificação a deixa mais do que bizarra – e muito engraçada: “É na sola da bota, é na palma da bota!”.

## Faixas
| N.º            | Título                                | Compositor(es)               | Duração |  |
| 1.             | "No Fim Desta Estrada"                | Jhesus Britto / Guto Santana | 3:46    |  |
| 2.             | "Na Sola da Bota"                     | Chico Amado                  | 2:46    |  |
| 3.             | "Clima de Rodeio"                     | Marcelo Kju                  | 3:41    |  |
| 4.             | "Amor Desencontrado"                  | Rionegro                     | 3:29    |  |
| 5.             | "O Grito da Galera"                   | Toninho Mesquita             | 3:01    |  |
| 6.             | "Não Tô Nem Aí"                       | Toninho Mesquita / Rionegro  | 3:19    |  |
| 7.             | "Não Penso em Voltar"                 | Alexandre / Jeff             | 3:42    |  |
| 8.             | "Madrugada Triste"                    | Toninho Mesquita             | 3:36    |  |
| 9.             | "Temporal de Lágrimas"                | Pinocchio                    | 3:20    |  |
| 10.            | "Tendel"                              | Emílio                       | 3:08    |  |
| 11.            | "Vai Começar de Novo (Clima de Amor)" | Rionegro                     | 3:42    |  |
| 12.            | "Lençol Gelado"                       | Chico Amado / Rionegro       | 4:05    |  |
| 13.            | "Caí Na Realidade"                    | André / Andrade              | 3:15    |  |
| 14.            | "Movido Pela Emoção"                  | Rionegro                     | 3:18    |  |
| Duração total: | Duração total:                        | Duração total:               | 48:00   |  |

## Certificações
| Brasil - ABPD                             | Platina | 2003 | 250.000* |
| *número de vendas baseado na certificação |         |      |          |